# Барабашский район
Барабашский район — упразднённая административно-территориальная единица в составе Приморской области и Приморского края, существовавшая в 1937—1947 годах. Административный центр — село Барабаш.

## Население
По данным переписи 1939 года в Барабашском районе проживал 7831 чел., в том числе русские — 84,1 %, украинцы — 9,7 %, белорусы — 1,3 %.

## История
Барабашский район был образован 2 мая 1937 года в составе Приморской области Дальневосточного края из части территории Посьетского района. С 20 октября 1938 район находился в составе Приморской области Приморского края, а с июня 1939 года — в прямом подчинении Приморского края.
По данным 1940 года район включал 8 сельсоветов: Абовский, Барабашский, Бородинский, Двойнинский, Занадворовский, Овчинниковский, Усть-Монгугайский и Усть-Сидиминский.
По данным 1945 года район включал 9 сельсоветов: Абовский, Барабашский, Бородинский, Гусево-Кравцовский, Двойнинский, Занадворовский, Овчинниковский, Усть-Монгугайский и Усть-Сидиминский.
6 октября 1947 года Барабашский район был упразднён, а его территория передана в Хасанский район.